# Álvaro I del Congo
Álvaro I del Congo (Mbanza Congo, 1530 – Mbanza Congo, 6 marzo 1587) è stato un re congolese.
Figlio di padre ignoto, succedette al patrigno Henrique I del Congo come re, dando inizio alla dinastia dei Coulo. All'inizio del suo regno fu invaso dai Jaga, bande di dubbia origine che potevano essere avversari congolesi. Egli chiese aiuto ai portoghesi che, sotto il comando di Francisco de Gouveia, recuperarono il Regno del Congo, ponendo fine alla guerra. Alla sua morte gli successe il figlio Álvaro II del Congo.

## Origine
Álvaro Nímia Luqueni Amvemba nacque nel 1530, figlio di Dona Isabel Nímia Luqueni, la seconda figlia di Afonso I del Congo, e di un uomo sconosciuto. Sua madre sposò poi Henrique I del Congo, che divenne re nel 1566. Alvaro gestì il regno come reggente del Congo nei periodi in cui Henrique I era lontano dalla capitale. Il re morì in battaglia nel 1567 e Álvaro I prestò giuramento come nuovo re, il primo della dinastia Coulo (o Kilukeni), che prende il nome dal villaggio di Coulo fuori dalla capitale: São Salvador do Congo.

## Inizio del regno
Salito al trono, scrisse lettere al Portogallo con l'obiettivo di rinnovare l'antica alleanza politica e religiosa. A tal fine, promosse la pace con il vescovo di São Tomé, che per molti anni era stato un rivale del Regno del Congo, ripristinando l'ordine religioso nel Paese.
Come al solito, molti hanno messo in dubbio la legittimità del re. Ad esempio, Don Duarte Lopes, ambasciatore del Congo a Roma tra il 1584 e il 1588, spiega che Alvaro assunse il regno dopo un accordo tra i suoi pari. Lo storico François Bontinck considera l'invasione di Jaga poco dopo l'incoronazione come una protesta contro l'intronizzazione del re.

## L'invasione dei Jaga
Nella concezione classica, i Jaga erano un feroce popolo dell'entroterra, generalmente identificato come "Yakas" nella regione di Bambata. I Jaga avevano distrutto e saccheggiato diversi regni e tribù vicine secoli fa. Invadono il Regno del Congo attraverso la provincia di Batta e sconfiggono l'esercito difensivo di Alvaro I, che deve fuggire da São Salvador do Congo, la capitale del regno, con la sua nobiltà e i suoi alleati su un'isola del fiume Congo. La città fu invasa, saccheggiata e bruciata dagli invasori. I cittadini superstiti fuggirono sulle montagne. I Jaga si divisero in diversi eserciti che saccheggiarono e ridussero in schiavitù migliaia di persone in tutto il regno. La distruzione fu tale che molti rifugiati cercarono i portoghesi e si consegnarono come schiavi per non morire di fame a causa della distruzione.
Nel mezzo del caos del Paese, Alvaro I invia lettere di richiesta di aiuto e assistenza militare al re Sebastiano I del Portogallo. Nel 1573 fu inviato un esercito di oltre 600 uomini al comando di Francisco de Gouveia. Una volta in Congo, combatterono contro i Jaga in tutto il regno e riconquistarono la capitale, distrutta dopo un anno e mezzo di guerra.
Secondo lo storico Joseph C. Miller, questa invasione fu un grande inganno. L'attacco fu probabilmente sferrato dai ribelli congolesi contro il governo di Alvaro I e la premessa di "Jagas" fu data da missionari e schiavisti che crearono una leggenda di "punizione divina" sul popolo congolese per essersi allontanato dal cristianesimo. Giustificando la successiva invasione da parte dei portoghesi per "salvare" i congolesi dal "castigo di Dio".
John K. Thornton sottolinea che esistevano diversi gruppi Jaga (Jaga di Niari, Jaga dell'ex provincia Kongo di "Bambata", Jaga di Quango e Imbangala) e che la parola Jaga descrive uno stile di vita e non un gruppo etnico. Inoltre, gli Jaga dell'ex provincia del Congo "Mbamba" sono diversi dagli Jaga che invasero Sao Salvador do Congo nel 1568 e furono chiamati "Yaka".
Per François Bontinck, gli "Yaka" sono congolesi che hanno invaso Sao Salvador do Congo. Egli interpreta l'invasione di Yaka come una guerra di successione, questa guerra ha dato ai portoghesi l'opportunità di intervenire negli affari interni del Congo e quindi giustifica l'intervento portoghese, in quanto si trattava di un aiuto dato al "governo legittimo" contro i nemici esterni.
Si ipotizza anche che Jaga fosse il nome dato ai guerrieri, che i portoghesi confusero con la parola "Jaga", che significa "vagabondo" e "senza origine". Secondo questa teoria, ci sarebbe un pregiudizio. La parola congolese "Yaka" era un titolo d'onore dato ai guerrieri del Regno del Congo. Per questo ne riporta l'uso nella frase in Congo dei discendenti di M'panzu.
Magang-Ma-Mbuju e Mbumb Bwass affermano che i Punu derivano da persone chiamate "Jagas" e provenienti dal Kasai e dallo Zambesi. Secondo loro, furono i Punus a invadere il regno del Congo nel 1568 ed è con il nome di Jagas che i Punus si sarebbero fatti conoscere nel regno del Congo. Questi Jaga non riuscirono a stabilirsi in Congo a causa dell'azione dei congolesi e dei portoghesi. Claude Hélène Perrot afferma che prima della pubblicazione dei lavori di questi due autori, molti studi dedicati al problema degli Jagas mostravano che questo gruppo di guerrieri era di varie origini, BM Batsikama e Ipari concludevano che gli invasori di Sao Salvador do Congo nel 1568 erano popolazioni di origine congolese. I Punus migrarono nel Gabon meridionale nel XVIII secolo e nella Repubblica del Congo nel XVI secolo.

## Riconquista del Congo
Alvaro avrebbe inizialmente voluto, per "gratitudine", onorare il suo benefattore e riconoscerlo come suo sovrano. Sebastiano I del Portogallo rifiutò l'offerta e si accontentò di essere il protettore dell'uomo che chiedeva di essere suo vassallo.
Il re del Portogallo, informato dell'esistenza di miniere d'oro e d'argento nel Congo, inviò due persone per scoprirle e studiare come trarne profitto; ma Alvaro I diede false indicazioni agli esploratori, secondo il consiglio di Francisco Barbuto. Il sacerdote portoghese gli fece capire che era contro i suoi interessi far conoscere le miniere ai portoghesi.
I commercianti portoghesi persero la speranza di un rapido guadagno. Trascurarono il Congo e rivolsero il loro commercio ad altre regioni. Questo ha reso difficile l'arrivo dei missionari. Per questo motivo, le missioni erano quasi deserte e la fede era poco coltivata.
Gli ambasciatori di Alvaro I si recarono in Portogallo per ottenere nuovi sacerdoti. Il clero ha risposto con promesse che non è stato veloce a mantenere. Questi inviati avevano un'altra missione, quella di liberare i cristiani neri che erano stati venduti durante la carestia. Curiosamente, molti di questi schiavi preferivano rimanere nella loro condizione, in mezzo a un Paese cristiano dove i mezzi di salvezza erano abbondanti e dove non vedevano la loro vita in pericolo a causa di invasioni o carestie. Altri, soprattutto quelli di nascita illustre, tornarono in patria e contribuirono a sostenere il cristianesimo in Congo. Passarono altri tre anni; infine, fu inviato un vescovo nell'isola di São Tomé, la cui cattedra era da tempo vacante. Fu scelto lo spagnolo André de Gliova.
Questo vescovo decise di visitare la Chiesa del Congo, arrivando in Congo nel 1560. Alvaro I maltratta il vescovo, non permettendogli di entrare nella capitale. Il vescovo rimase fuori dalla capitale per alcuni mesi. Il motivo di questo affronto era la calunnia del governatore dell'isola di São Tomé, che era in contrasto con il vescovo. Alla fine il re permise al vescovo di entrare nella capitale. Alvaro I inviò il principe ereditario a incontrare Gliova, che ricevette con onore. Il prelato ha trascorso otto mesi in visita pastorale. Partì poi per il Portogallo, lasciando in Congo sei sacerdoti, di cui quattro laici e due religiosi.
La politica portoghese non passò inosservata ad Alvaro I. In occasione dell'incoronazione del cardinale-re Enrico I del Portogallo, nel 1578, scrisse al principe chiedendo dei missionari. Henry non ho potuto rispondere. Due anni dopo, il suo successore, Filippo II di Spagna, promise al re del Congo un aiuto spirituale.
Alvaro I inviò immediatamente un ambasciatore, Sebastião da Costa, che morì sulla costa portoghese. Fu sostituito da Eduardo Lopez, nominato ambasciatore del Congo a Madrid e a Roma. Eduardo Lopez giurò di dedicare tutte le ricchezze che possedeva in Africa per sostenere i sacerdoti destinati all'educazione della gioventù del Congo, di costruire una casa a tale scopo e un ospedale per il soccorso e la cura di tutti i poveri cristiani malati. Sisto V lo accolse calorosamente, ma non riuscì a portare a termine il suo incarico e fu costretto a rimandarlo dal re di Spagna, da cui dipendeva principalmente per affrettare la soluzione. Lopez, dopo aver fatto un resoconto del viaggio, tornò nel 1589 in Congo, dove pare sia morto. Negli ultimi anni di Alvaro I, il regno era debole e privo di missionari, dato che c'erano al massimo una dozzina di sacerdoti per servire trentamila località; egli ricevette un po' di aiuto dai gesuiti stabiliti a San Paolo di Luanda.
Alla sua morte, gli successe il figlio Álvaro II del Congo.